# Veniamin Aleksandrov
Pour les articles homonymes, voir Aleksandrov.
Temple de la renommée de l'IIHF : 2007
Temple de la renommée russe : 2014
Veniamin Veniaminovitch Aleksandrov (en russe : Вениамин Вениаминович Александров), né le 18 avril 1938 à Moscou en URSS et mort le 12 novembre 1991, est un joueur professionnel soviétique de hockey sur glace. Il a été admis au Temple de la renommée de la Fédération internationale de hockey sur glace en 2007.

## Carrière de joueur
Il commence sa carrière professionnelle en championnat d'URSS avec le HK CSKA Moscou en 1955. Il remporte dix titres de champion avec le club sportif de l'armée. En 1969, il met un terme à sa carrière. Il termine avec un bilan de 400 matchs et 351 buts en élite.

## Carrière internationale
Il a représenté l'URSS à 161 reprises sur une période de 11 ans de 1956 à 1968. Il a remporté le bronze aux Jeux olympiques de 1960 puis l'or aux éditions de 1964 et 1968. Il a participé aux championnats du monde de 1957 à 1961 et de 1963 à 1968. Avec l'URSS, il a remporté l'or six fois consécutivement de 1963 à 1968, l'argent en 1957, 1958 et 1959, et le bronze en 1960 et 1961.

## Trophées et honneurs personnels
- Championnat du monde
  - 1966 : élu dans l'équipe d'étoiles.
  - 1966 : meilleur pointeur.
  - 1957 : élu dans l'équipe d'étoiles.
- URSS
  - 1963 : meilleur buteur.
  - 1958, 1960, 1965, 1968 : élu dans l'équipe d'étoiles.

## Statistiques
Pour les significations des abréviations, voir Statistiques du hockey sur glace.

### En équipe nationale
| Année | Équipe | Évènement                               |   | PJ | B | A  | Pts | Pun                |  | Résultat |
| 1957  | URSS   | Championnat du monde                    | 7 | 8  |   | 8  |     | Médaille d'argent  |  |          |
| 1958  | URSS   | Championnat du monde                    | 7 | 9  | 3 | 12 | 2   | Médaille d'argent  |  |          |
| 1959  | URSS   | Championnat du monde                    | 8 | 4  |   | 4  |     | Médaille d'argent  |  |          |
| 1960  | URSS   | Championnat du monde et Jeux olympiques | 7 | 7  | 6 | 13 | 16  | Médaille de bronze |  |          |
| 1961  | URSS   | Championnat du monde                    | 7 | 6  | 2 | 8  | 4   | Médaille de bronze |  |          |
| 1963  | URSS   | Championnat du monde                    | 7 | 4  | 6 | 10 | 2   | Médaille d'or      |  |          |
| 1964  | URSS   | Championnat du monde et Jeux olympiques | 8 | 7  | 4 | 11 | 7   | Médaille d'or      |  |          |
| 1965  | URSS   | Championnat du monde                    | 7 | 4  | 5 | 9  | 8   | Médaille d'or      |  |          |
| 1966  | URSS   | Championnat du monde                    | 7 | 9  | 8 | 17 | 4   | Médaille d'or      |  |          |
| 1967  | URSS   | Championnat du monde                    | 7 | 7  | 7 | 14 | 4   | Médaille d'or      |  |          |
| 1968  | URSS   | Championnat du monde et Jeux olympiques | 4 | 3  | 3 | 6  | 0   | Médaille d'or      |  |          |